# Профит, Марк
Марк Антонио Профит (англ. Mark Antonio Profit; 1963 Миннеаполис, штат Миннесота- 27 сентября 2001, Тюрьма «Oak Park Heights» , штат Миннесота) — американский убийца и насильник, осужденный в 1997 году за совершение убийства проститутки на территории города Миннеаполис, (штат Миннесота). Настоящее количество жертв Профита неизвестно. Он являлся основным подозреваемым в совершении серии убийств девушек и женщин, которые были убиты и изнасилованы на территории парка Вирт-Парк в Миннеаполисе , в период с 23 мая по 20 июля 1996 года. Несмотря на то, что его вина доказана не была, полиция и СМИ возложила на него ответственность за совершение убийств и он получил прозвище Серийный убийца из Вирт-Парк (англ.  «The Wirth Park Killer of Minneapolis»).К моменту ареста 33-летний Профит был заядлым рецидивистом, проведшим в тюремном заключении более 16 лет своей жизни. Все жертвы убийств были замечены в занятии проституцией и в употреблении наркотических средств.

## Биография
Марк Профит родился в 1963 году в городе Миннеаполис (штат Миннесота). Имел сестру. Отец Марка ушел из семьи в конце 1960-х, вследствие чего его воспитанием занималась в основном его мать. Семья Профита проживала в городском районе, населённым цветными меньшинствами и прочими деклассированными элементами, имеющими низкий социальный статус и уровень образования. Профит быстро попал под влияние местных маргиналов, после чего все свободное время предпочитал проводить на улице, которая как социально-педагогическая среда существенно повлияла на формирование его личности. Марк не испытывал интереса к учебному процессу и бросил школу в середине 1970-х из-за хронических прогулов и неуспеваемости, после чего начал вести криминальный образ жизни. К 1978 году Профит уже около 30 раз привлекался к арестам по обвинению в совершении различных преступлений. В течение 1978 года он совершил несколько краж. В 1979 году 16-летний Марк был арестован по обвинению в совершении ограбления женщины. Во время ограбления он надел на жертву наручники, связал ее и заткнул ей рот. По обвинению в совершении этого преступления Профит был осужден и получил в качестве уголовного наказания 2 года лишения свободы. В 1981 году он вышел на свободу, после чего в течение шести недель после освобождения он совершил нападения на трех девушек. В каждом случае Профит угрожал им ножом и как минимум в двух случаях связывал или пытался связать своих жертв. 2 сентября 1981 года он угрожая ножом 15-летней девушке на северо-востоке  Миннеаполиса, вынудил ее последовать за собой в его квартиру, где раздел, связал ее, после чего изнасиловал. 10 сентября 1981 года Профит напал на женщину в детском саду, расположенного на севере Миннеаполиса. Угрожая ножом, он сорвал с нее одежду и связал, после чего также изнасиловал. На следующий день, 11 сентября 1981 года на автобусной остановке возле парка Вирт-Парк, Профит угрожая ножом 16-летней девушке, вынудил ее сесть в свою машину, после чего отвез ее в свою квартиру, расположенную на северной окраине Миннеаполиса, где связал и изнасиловал.  В начале 1982 года он был снова осужден и получил в качестве уголовного наказания 21 год лишения свободы. Отбыв в заключении почти 14 лет, он получил условно-досрочное освобождение и вышел на свободу в январе 1996 года. После освобождения он до 6 мая того же года проживал в учреждении социальной реабилитации для лиц с тюремным прошлым, после чего вернулся к матери и стал проживать в ее доме.

## Серия убийств
Серия убийств началась 23 мая 1996 года, когда тело темнокожей 30-летней Рене Белл было найдено в ручье Бассетт-Крик на территории Вирт-Парка. В последний раз она была замечена живой 21 мая. Женщина была задушена жгутом, один конец которого находился у нее во рту и использовался как кляп. Белл являлась проституткой, которая работала в поисках клиентов на улице Бродвей-Авеню в Миннеаполисе. В ходе судебно-медицинской экспертизы было установлено, что за несколько часов до смерти, женщина употребляла кокаин. Судебно-медицинский эксперт не нашел на ее теле никаких признаков сексуального насилия и биологических следов преступников, но не исключил тот факт, что Рене Белл могла быть изнасилована, так как ее труп находился долгое время в водах ручья.
3 июня 1996 года на территории Вирт-Парка были обнаружены обгоревшие останки женщины. В ходе судебно-медицинской экспертизы было установлено, что останки принадлежали  43-летней Деборы ЛаВой. Судебно-медицинский эксперт не смог определить точную дату и причину ее смерти женщины. В ходе расследования было установлено, что в последний раз она была замечена живой 23 мая.
19 июня 1996 года недалеко от дома, где проживал Профит было обнаружено тело 36-летней Эвис Уорфилд, которая вела маргинальный образ жизни и занималась проституцией. Женщина была убита ударом ножа в сердце, после чего преступник совершил неудачную попытку поджега тела с целью уничтожения улик. В ходе осмотра места преступления полиция обнаружила окурок от сигареты, который по версии следствия принадлежал преступнику. В ходе расследования полиция нашла несколько знакомых женщины, которые дали противоречивые сведения. Ряд ее знакомых утверждали что Уорфилд пропала без вести не ранее 18 июня, за день до обнаружения ее трупа, другой ряд ее знакомых утверждали, что видели Эвис Уорфилд живой и здоровой задолго до того, как  она была обнаружена мертвой, вследствие чего точная дата исчезновения и смерти женщины так и не была установлена.
20 июля 1996 года на территории парка Вирт-Парк было обнаружены обугленные останки женщины. В ходе-судебно-медицинской экспертизы было установлено, что останки принадлежат 21-летней Кеоудорн Фотисан, которая в последний раз была замечена живой в ранние часы этого же дня. Судебно-медицинская экспертиза установила. что девушка умерла от ранения ножом в шею, после чего преступник облил ее бензином и поджег с целью уничтожения доказательств, свидетельствующих о его причастности к совершению убийства. В ходе расследования полиция обнаружила свидетелей, трех детей, которые заявили что вечером 20 июля видели на территории парка подозрительного темнокожего мужчину среднего возраста, который разжигал костер на территории парка, где было впоследствии обнаружено обгоревшее тело жертвы. На основании их показаний был составлен фоторобот подозреваемого.
31 августа 1996 года по версии следствия жертвой Профита стала Финис Джонсон, которая подверглась нападению и изнасилованию в Вирт-парке. Как и все жертвы серийного убийцы, Джонсон страдала наркотической зависимостью и занималась проституцией на Бродвей-Авеню. Она заявила полиции, что Профит остановился рядом с ней около 23.00 31 августа и предложил заняться сексом в обмен на материальное вознаграждение. По словам Джонсон, в течение 20 минут они курили крэк-кокаин, после чего Профит отвез ее на территорию парка Вирт-Парк, где совершил на нее нападение. В ходе завязавшейся борьбы Профит сорвал с нее футболку, но Финис Джонсон удалось выпрыгнуть из машины. Профит последовал за ней, требуя возвращения наркотиков и угрожая ей убийством. В ходе борьбы ему удалось стянуть с нее брюки, но в это время через парк  проезжала семейная пара Джоан Демель и Джордж Барретт, которые заметили как в изолированном участке парка, Профит избивал почти обнаженную Джонсон. Они вышли из своего автомобиля и отправились на помощь девушке.  Демель свидетельствовала что нанесла удар Профиту скребком для очистки для льда, а Баррет нанес ему удар пакетом с помидорами, после чего преступник потерял самообладание, отпустил Финис Джонсон, вернулся к своему автомобилю и сбежал с места преступления.

## Арест
Так как почти все тела убитых девушек подвергались после убийств сожжению, полиция Миннеаполиса предположила, что все они были убиты одним и тем же человеком и в городе действует серийный убийца. Для расследования убийств была создана целевая группа, куда вошли представители  полиции Миннеаполиса, представители полиции города Голден-Вэлли и департамента шерифа округа Хеннепин. После того как рядом с местом убийства Рене Белл был обнаружен бумажник Марка Профита, он вошел в число основных подозреваемых и за ним было установлено полицейское наблюдение. В середине лета в полицию обратился некто 33-летний Пол Келли-младший, который был знаком с Профитом и состоял в интимных отношениях с его сестрой. Келли заявил, что Марк Профит  20 июля 1996 года  попросил одолжить у него канистру с бензином, после чего исчез на полтора-два часа. Вернувшись домой Профит по свидетельствам Келли-младшего,  немедленно приступил к стирке своей одежды, временно оделся в одежду, принадлежавшую Келли-младшему и попросил его помочь ему в процессе чистки салона его автомобиля.
Келли также сообщил следователям, что Марк признался ему в совершении убийства девушек на территории Вирт-Парка. На основании этих весьма косвенных доказательств, Марк Профит был арестован 4 октября 1996 года. После ареста полиция обыскала дом где он жил и провела осмотр салона автоомбиля его матери, на котором передвигался Марк. В ходе осмотра, полиция пропылесосила обивку салона, а криминалисты провели микроскопический анализ мусора. Результаты криминалистической экспертизы установили, что ворсинки фиолетового цвета из обвивки салона Профита по своей структуре и цвету соответствуют ворсинкам, найденным на жгуте, которым была задушена Рене Белл, на основании чего Марку Профиту было предъявлено обвинение в совершении убийства Рене Белл  и в совершении изнасилования Финис Джонсон, которая после ареста Профита уверенно его опознала в качестве нападавшего.

## Суд
Судебный процесс открылся 14 апреля 1997 года. Во время суда Профит не признал свою вину. Он и один из его адвокатов Чарльз Амдал безуспешно утверждали, что настоящим серийным убийцей является  Пол Келли-младший, который по версии команды защиты Профита - подбросил его бумажник на место совершения убийства Рене Белл и окурки от сигарет, которые курил Марк - на место совершения убийства Эвис Уорфилд.  Профит состоял в конфликте с Полом Келли- младшим. Фоторобот подозреваемого в совершении убийства жертвы Кеоудорн Фотисан, составленный на основании показаний свидетелей, по мнению адвокатов Профита не имел ничего общего с внешностью их подзащитного и был похож на Пола Келли-младшего. Профит во время суда заявил суду, что проводил много свободного времени с Келли-младшим, который неоднократно бывал в его машине, в его доме, общался с его матерью и имел доступ к его вещам, в том числе к документам и пепельницам. Адвокаты Профита требовали суд установить  мотивы Келли привлечь Профита к уголовной ответственности и заявили о том, что его показания недостоверны.
В качестве доказательства они привели показания ряда знакомых Пола Келли-младшего, которые характеризовали его как патологического лжеца и манипулятора, а также тот факт, что он отправил письмо с признанием в убийстве Кеоудорна Фотисана на телвизионную станцию «KARE-TV». Во время суда результаты графологической экспертизы установили, что почерк письма не соответствует почерку Профита, а соответствует почерку Келли-младшего, после чего Келли-младший тот факт, что именно он написал текст письма, но утверждал в суде, что сделал это под диктовку Профита находясь под угрозами убийства с его стороны. Профит не смог предоставить алиби на момент совершения убийства Рене Белл, но его адвокаты предоставили суду документы, свидетельствующие о том, что за неделю до убийства Рене Белл, Марк Профит попал в ДТП и получил травмы, после чего проходил курс лечения и не покидал своего дома. Помимо этого, адвокаты Профита утверждали, что после освобождения из тюрьмы Марк регулярно встречался со своим офицером по пробации и имел ограничения свободы, вследствие чего согласно версии защиты он не мог вести криминальный образ не привлекая к себе внимания со стороны правоохранительных органов. Обвинение предоставило суду двух знакомых Профита, которые утверждали, что в разное время Профит обсуждал с ними методы совершения идеальных убийств.
Один из них заявил, что отбывал уголовное наказание и находился в тюрьме вместе с Профитом, который по его словам в 1995 году  тщательно следил за ходом судебного процесса над О.Джемм Симпсоном и пришел к выводу, что все биологические следы после совершения убийств необходимо уничтожать для невозможности проведения ДНК-анализа. Другой знакомый Профита заявил суду, что Марк ему признавался в том, что в качестве жертв изнасилований и убийств будет выбирать девушек и женщин с низким социальным статусом, так как по его мнению, полиция небрежно расследует преступления, совершенные против лиц, ведущих маргинальный образ жизни. Сам Профит на судебном процессе не признал свою вину и заявил, что в момент убийства находился дома вместе со своей женой, но под давлением свидетельских показаний, позже вынужденно признал, что несмотря на то, что он был женат, он состоял в интимных отношениях с другими девушками и периодически пользовался услугами проституток.
7 мая 1997 года вердиктом жюри присяжных заседателей, Марк Профит был признан виновным по всем инкриминируемым ему действиям, после чего 2 июня 1997 года он получил в качестве уголовного наказания два срока в виде пожизненного лишения свободы с возможностью подачи ходатайства на условно-досрочное освобождение после отбытия 60 лет тюремного заключения.
После осуждения Профит был этапирован для отбытия уголовного наказания в тюрьму «Oak Park Heights prison». В июне 1999 года Марк Профит и его адвокаты обратились в прокуратуру с просьбой направить уголовное дело об убийстве 36-летней Эвис Уорфилд в суд. Несмотря на то, что результаты ДНК-анализа слюны, обнаруженной на окурке, найденного рядом с телом убитой девушки показали соответствие генотипического профиля убийцы с генотипическим профилем Профита и вероятность его осуждения была вероятной, адвокаты Профита заявили, что у них существуют доказательства, на основании которых он будет оправдан в совершении этого убийства и его причастность к совершению убийства Рене Белл будет подвергнута сомнению, вследствие чего в дальнейшем это ему поможет добиться отмены приговора и назначения нового судебного разбирательства по делу об убийстве Белла. Тело Уорфилда было обнаружено 19 июня 1996 года, однако на тот момент Профит находился в окружной тюрьме округа Хеннепин по обвинению в нарушении условий условно-досрочного освобождения. Однако так как дата смерти женщины  из-за сильной степени разложения трупа так и не была установлена, прокуратура округа Хеппенин так и не передала уголовное дело по обвинению Профита в совершении этого убийства в суд..

## Смерть
Марк Профит был обнаружен мертвым в своей камере на территории тюрьмы «Oak Park Heights prison» 27 сентября 2001 года. Причиной его смерти было объявлено самоубийство. Результаты посмертной судебно-медицинской экспертизы установили, что Профит покончил с собой, приняв большую дозу прописанных ему антидепрессантов, которую скопил за несколько месяцев. Жена Марка - Шерри Профит после его смерти заявила СМИ, что последние месяцы жизни Профит пребывал в депрессии и неоднократно заявлял о том, что хочет покончить жизнь самоубийством. За неделю до смерти он был признан окружным судом округа Вашингтон виновным в нападении на тюремного охранника и нападении на другого заключенного. Ему грозило уголовное наказание в виде дополнительных 20 лет лишения свободы к его двум пожизненным срокам.